# Explosão de míssil na Polônia em 2022
Em 15 de novembro de 2022 foi reportado que dois mísseis atingiram o território da Polônia na vila de Przewodów, perto da fronteira com a Ucrânia. O incidente ocorreu durante um ataque maior a cidades ucranianas e instalações de energia. Foi o primeiro ataque lançado do exército ucraniano atingir o território da OTAN durante a Invasão da Ucrânia pela Rússia em 2022.
A mídia polonesa informou que duas pessoas morreram em uma explosão em uma fábrica de grãos. Autoridades polonesas afirmaram que a causa da explosão era desconhecida. A estação de rádio polonesa ZET informou que dois foguetes perdidos caíram sobre a cidade, causando a explosão. França, Reino Unido, Estados Unidos e Polônia iniciaram o processo como membros da OTAN para verificar coletivamente as informações. Estudos preliminares indicaram que a provável origem do míssil era a própria Ucrânia e não a Rússia, como havia sido originalmente pensado.

## Investigação
Os serviços de segurança poloneses planejaram passar a noite de 15/16 de novembro para determinar a causa das explosões. Avaliações iniciais dos Estados Unidos descobriram que o míssil provavelmente era um míssil de defesa aérea disparado por forças ucranianas contra um míssil russo.

## Reações

### Interna
Após a explosão, o primeiro-ministro da Polônia, Mateusz Morawiecki, convocou uma reunião urgente de um comitê de segurança nacional e assuntos de defesa.
O ministro de relações exteriores da Polônia, Zbigniew Rau, supostamente convocou o embaixador russo e exigiu "explicações detalhadas imediatas".
O presidente polonês Andrzej Duda afirmou inicialmente que não havia evidências que indicassem quem disparou o míssil naquele momento. Porém, no dia seguinte, autoridades polonesas confirmaram que muito provavelmente o míssil foi disparado pela defesa antiaérea ucraniana que tentava interceptar ataques russos na região de Lviv.

### Rússia
O Ministério da Defesa da Rússia negou que "ataques contra alvos perto da fronteira do estado ucraniano-polonês foram feitos por meios de destruição russos" e afirmou que os destroços encontrados no local "não têm nada a ver com armas russas". O Ministério chamou as alegações de mortes polonesas de "provocação deliberada com o objetivo de agravar a situação".
O Ministério da Defesa da Rússia afirmou em seu site:
| “ | Queremos enfatizar que os ataques de alta precisão foram lançados apenas contra alvos localizados na Ucrânia e a menos de 35 quilômetros da fronteira ucraniana-polonesa. As imagens dos destroços detectados em Przewodów, publicadas na noite de 15 de novembro na Polônia, foram definitivamente identificadas por profissionais do complexo industrial de defesa russo como elementos do míssil guiado de defesa aérea S-300 da Força Aérea Ucraniana. | ” |

### Internacional
Devido a este incidente e ao fechamento do oleoduto Friendship, o governo húngaro liderado pelo primeiro-ministro Viktor Orbán também convocou uma reunião de emergência com seu Conselho de Defesa na mesma noite e o ministro da Defesa Kristóf Szalay-Bobrovniczky conversou por telefone com Secretário-geral da OTAN, Jens Stoltenberg.
Logo após o suposto ataque, o Departamento de Defesa dos EUA reconheceu relatos de que dois mísseis russos atingiram um local dentro da Polônia perto de sua fronteira com a Ucrânia, embora não pudesse confirmá-los.
O ministro das Relações Exteriores da Estônia, Urmas Reinsalu, respondeu aos relatórios tuitando que a Estônia estava pronta para defender "cada centímetro" do território da OTAN.
O primeiro-ministro belga, Alexander De Croo, respondeu aos relatórios dizendo "Estamos com a Polônia".